# Tod dem Faschismus, Freiheit für die Menschen

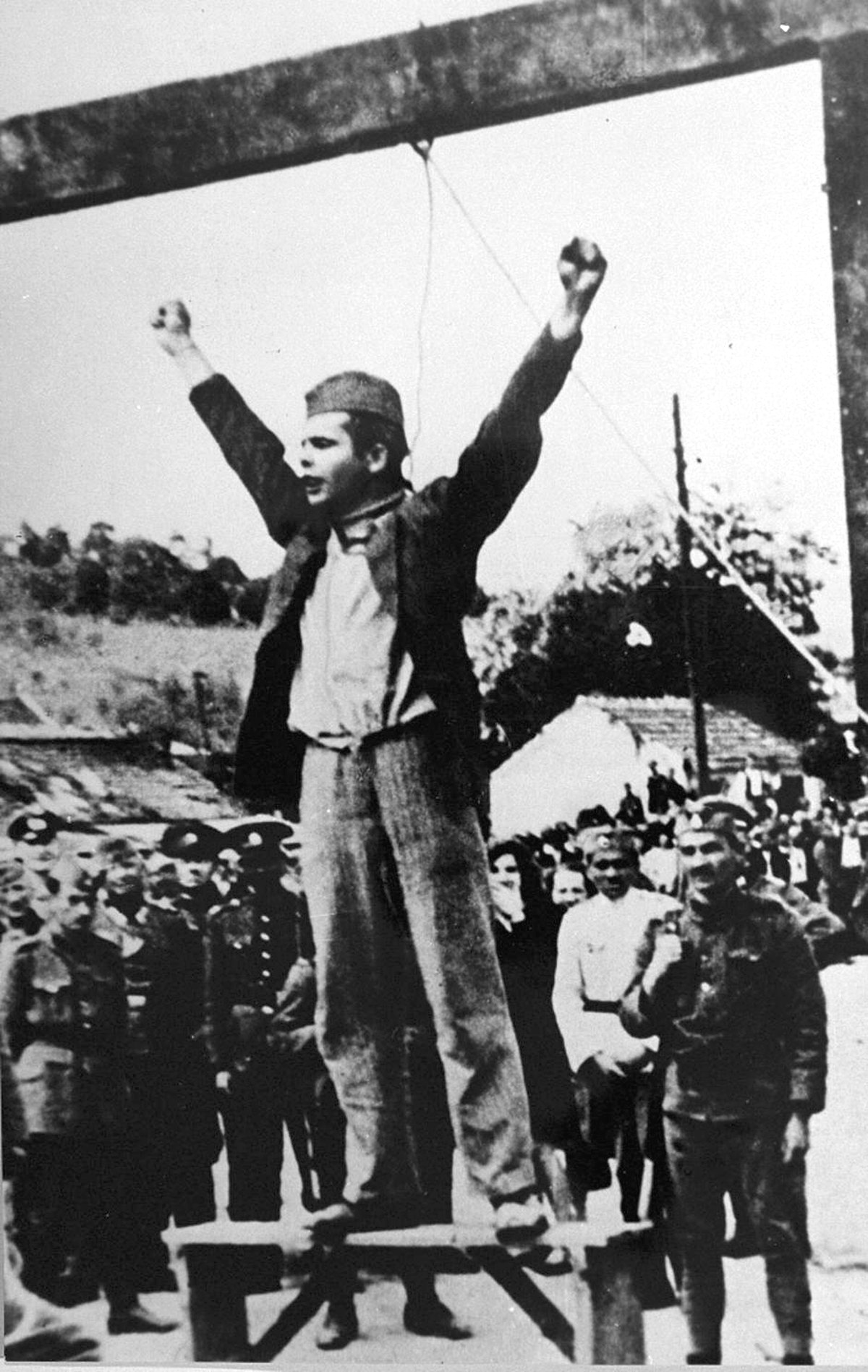
Der jugoslawische Widerstandskämpfer Stjepan Filipović streckt seine Arme nach oben und ruft „Tod dem Faschismus, Freiheit für die Menschen!“ Sekunden vor seiner Exekution durch die Serbische Staatswache

„Tod dem Faschismus, Freiheit dem Volk!“ (serbokroatisch Smrt fašizmu, sloboda narodu!; serbisch-kyrillisch Смрт фашизму, слобода народу!, slowenisch Smrt fašizmu, svoboda narodu!, mazedonisch Смрт на фашизмот, слобода на народот!, albanisch Vdekje fashizmit, liri popullit!) war ein Slogan der jugoslawischen Partisanen, der später auch als die offizielle Parole der Widerstandsbewegung akzeptiert und oft in der ehemaligen SFR Jugoslawien benutzt wurde. Er wurde auch als Grußformel der Mitglieder der kommunistischen Bewegung in sowohl offiziellem als auch inoffiziellem Briefverkehr während des Zweiten Weltkriegs sowie in den darauffolgenden Jahren benutzt, oft auch als „SFSN!“ abgekürzt. Wenn gesprochen, wurde der Gruß normalerweise durch die erhobene Faust begleitet (Eine Person beginnt in der Regel mit „Smrt fašizmu!“, die andere antwortet mit „Sloboda narodu!“).
Wörtlich übersetzt heißt sloboda narodu! im Deutschen Freiheit dem Volk! (narodu ist der Dativ von narod = das Volk). Der Begriff Volk ist hier jedoch nicht im ethnischen Sinne gemeint, sondern als Sammelbegriff für alle revolutionären Klassen. 

## Geschichte
Bekannt wurde die Parole nach dem Tod des kroatischen Partisanen Stjepan Filipović. Als der Strick für seine Hinrichtung am 22. Mai 1942 um seinen Hals gelegt wurde, streckte er seine Arme nach oben und verurteilte die Deutschen sowie deren Verbündete als Mörder und ruft „Tod dem Faschismus, Freiheit für die Menschen“. In diesem Moment entstand eine anschließend bekanntgewordene Fotografie.
Die kroatische Tageszeitung Vjesnik, zu dieser Zeit das Hauptmedium der jugoslawischen Widerstandsbewegung, erwähnte die Parole in einer Ausgabe im August 1941.
Darüber hinaus war der Slogan Teil des Aufrufs zum Widerstand an die jugoslawische Bevölkerung der Kommunistischen Partei Jugoslawiens im Jahr 1941. Die Bekanntmachung des Obersten Hauptquartiers verwendet den Slogan in seiner ersten Ausgabe vom 16. August 1941.

## Trivia
Bei den seit Anfang 2020 regelmäßig stattfinden Protesten gegen die Regierung Sloweniens verwenden viele Demonstranten eine Abwandlung des Slogans: „Smrt janšizmu, svoboda vsem“ („Tod dem Janšismus, Freiheit für alle“).